# Monte del Falò
Le monte del Falò est un sommet culminant à 1 080 ou 1 081 mètres d'altitude situé en Italie entre les lacs Majeur et d'Orta, dans la province de Novare.

## Géographie
La montagne est située sur le territoire de la commune d'Armeno. Elle est localement appelée Le tre montagnette pour les trois cimes qui composent son sommet. Elle constitue un point de vue remarquable sur les lacs et l'arc alpin. Sur ses pentes naît le Rio Rocco, un affluent de l’Agogna.

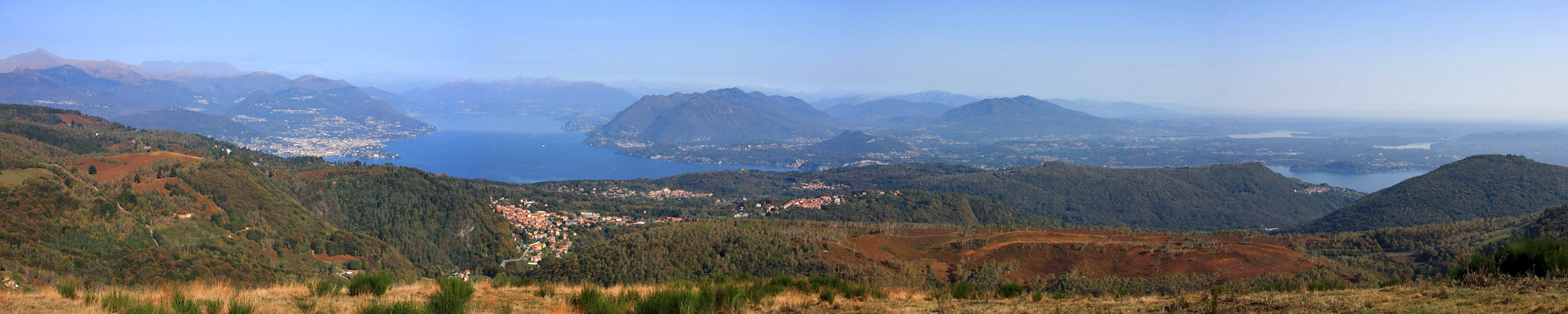
Vue panoramique depuis le sommet vers le lac Majeur.